# Les Arbres et les Pierres
Les Arbres et les Pierres est un ouvrage de François Mauriac publié dans la clandestinité en 1944 aux Pays-Bas.

## Historique
Il s'agit de la publication en volume d'un article paru précédemment dans le supplément littéraire du Figaro le 30 juin 1942 puis repris dans Domaine français - Messages en janvier 1943, dans France, le 30 octobre 1943 et aux éditions des trois collines à Genève en 1943. Édité  dans la revue Fontaine à Alger en 1944, il est publié par les éditions A.A.M. Stols à La Haye pour le compte des Amis de Genetrix et est achevé d'imprimé le 5 septembre 1944 en caractères Erasmus. Quinze exemplaires sont tirés hors commerce numérotés de I à XV pour Les Amis de Genetrix et cinquante exemplaires sont numérotés de 1 à 50. 
Le manuscrit est conservé à la Bibliothèque de Bordeaux. 
Il a été republié en 1950-1956 dans les Œuvres complètes de Mauriac (tome XI, p. 329) chez Fayard puis dans le volume Mauriac sous l'occupation de Touzot à La Manufacture en 1990.